# Uslar (Adelsgeschlecht)

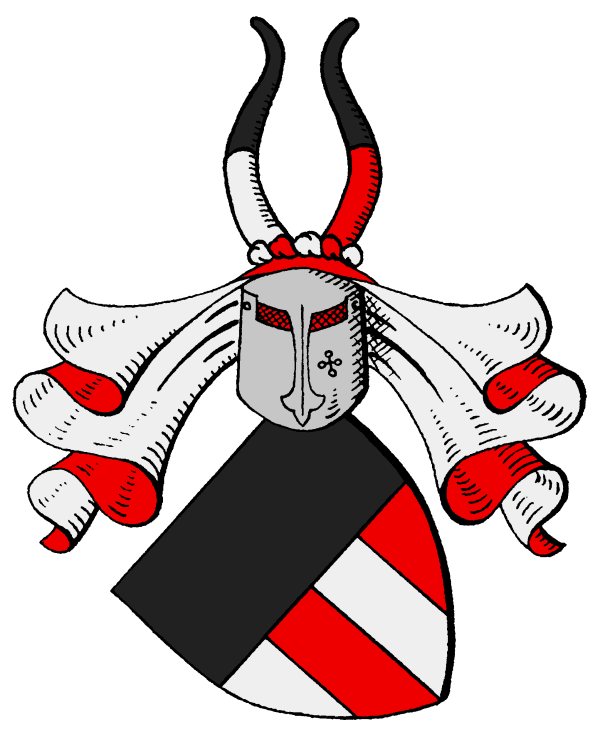
Wappen derer von Uslar

Uslar (auch Uslere, Ussler und Usslar) ist der Name eines alten Goslarer Ratsgeschlechts, das im 17. Jahrhundert teilweise in den Landadel übertrat.
Das Geschlecht ist nicht zu verwechseln mit dem ebenfalls niedersächsischen Uradelsgeschlecht der Freiherren von Uslar-Gleichen, das bis 1825 auch den Namen von Uslar trug, jedoch ein anderes Wappen führt, weshalb eine Stammesverwandtschaft zweifelhaft ist.

## Geschichte
Die Familie erscheint erstmals im Jahr 1281 urkundlich mit Henricus de Uslere als Mitglied der Krämergilde in der Reichsstadt Goslar. Mit ihm beginnt auch die ununterbrochene Stammreihe.
Seit dem 14. Jahrhundert bekleidete die Familie führende Ämter im Goslarer Stadtregiment und später auch im Harzer Bergbau. Aus diesem Geschlecht stammte Johann von Uslar (1547–1631), Doktor der Rechte, Abt des Klosters Mariental und herzoglich braunschweiger Rat, der 1589 zum fürstlich quedlinburgischen Kanzler ernannt wurde. Er heiratete Ursula Diek († 1612), eine Tochter des Einbecker Bürgermeisters Jobst Diek. Aus der Ehe gingen zehn Kinder hervor. Sein Sohn Heinrich Philipp von Uslar war reichsfürstlicher Rat und Kanonikus zu Goslar.
Angehörige der Familie waren auch Vasallen des Stifts Gandersheim und besaßen unter anderem das Gut Astfeld bei Goslar.

## Wappen
Das geteilte Wappen ist oben schwarz und unten drei Mal von Rot und Silber gespalten. Auf dem Helm mit rot-silbernen Decken zwei wie der Schild bezeichnete Büffelhörner.
Das Wappen erscheint bereits am 8. April 1398 als ältestes überliefertes Siegel des Vogtes Hinricus de Usler.

## Bekannte Personen
- Justus Ludewig von Uslar (1780–1862), kgl. hann. Generalkonsul[4] (Urahn aller drei Familienzweige derer von Uslar)
- Karl von Uslar (1843–1924), kgl. preuß. Generalmajor
- Ludolf von Usslar (1867–1939), deutscher Vizeadmiral
- Hans von Uslar (1891–1946), SS-Standartenführer[5][6]
- Rolf von Uslar (* 1969), deutscher Generalarzt der Bundeswehr